# Abdoulaye Daouda Diallo
Pour les articles homonymes, voir Abdoulaye Diallo et Diallo.
Abdoulaye Daouda Diallo est un homme politique sénégalais, président du Conseil écomomique, social et environnemental depuis avril 2023 et maire de la commune de Boké Dialloubé.

## Biographie
Abdoulaye Daouda Diallo est diplômé de l'École nationale d'administration et de magistrature, de l'université Cheikh-Anta-Diop et du Centre ouest-africain de formation et d'études bancaires,.
Il travaille alors dans l'administration fiscale sénégalaise. Il est aussi directeur général de la Loterie nationale sénégalaise de 2001 à 2003, secrétaire général du Conseil de la République pour les affaires économiques et sociales de 2005 à 2007 et secrétaire général de l’Institut prévoyance retraite du Sénégal,.
Aboulaye Daouda Diallo est membre de l'Alliance pour la République dès la création de ce parti politique en 2008 par Macky Sall et fait partie des proches de Sall. Daouda Diallo est alors muté à l'administration des Impôts et Domaines, ce qu'il perçoit comme une mise au placard orchestrée par Amadou Ba, alors directeur général des Impôts et Domaines.
Après l'élection de Macky Sall à la présidence en 2012, Daouda Diallo est ministre délégué auprès du ministre de l'Économie et des Finances chargé du Budget d'avril 2012 à septembre 2013. Il est ensuite ministre de l'Intérieur de septembre 2013 à 2017. Il est ensuite ministre des Infrastructures, des Transports terrestres et du Désenclavement de septembre 2017 à avril 2019.
Il est maire de la commune de Boké Dialloubé.
Il devient en avril 2019 ministre des Finances et du Budget.
Lors du remaniement de septembre 2022, il quitte le poste de ministre des Finances et du Budget pour devenir directeur de cabinet de Macky Sall, président de la République.
En avril 2023, après la démission d'Idrissa Seck du poste de président du Conseil écomomique, social et environnemental (nouveau nom du Craes), Abdoulaye Daouda Diallo est nommé par le président Sall en remplacement.
Abdoulaye Daouda Diallo annonce sa candidature à l'élection présidentielle de 2024 avant de la retirer, à la demande du président Macky Sall, au profit d'Amadou Ba, candidat choisi par Sall.
Le Président de la République nouvellement élu, Bassirou Diomaye Faye limoge le 4 septembre 2024 Abdoulaye Daouda Diallo de la présidence du Conseil Economique Social et Environnemental.